# Episodi de Il nonno nel taschino (terza stagione)
La terza stagione della serie televisiva Il nonno nel taschino è stata trasmessa in anteprima nel Regno Unito dalla CBeebies tra l'11 febbraio 2011 e il 2 marzo 2011.
| nº | Titolo originale                        | Titolo italiano | Prima TV UK      | Prima TV Italia |
| -- | --------------------------------------- | --------------- | ---------------- | --------------- |
| 1  | The Magic of Christmas                  |                 | 11 febbraio 2011 |                 |
| 2  | No Ordinary Pig                         |                 | 14 febbraio 2011 |                 |
| 3  | Lighthouse View, as Good as New         |                 | 15 febbraio 2011 |                 |
| 4  | Boom a Boom Whoop Zing Zoo!             |                 | 16 febbraio 2011 |                 |
| 5  | Lenora the Explorer                     |                 | 17 febbraio 2011 |                 |
| 6  | A Captain Dumbletwit Box of Tricks      |                 | 18 febbraio 2011 |                 |
| 7  | No Help for Alvin                       |                 | 21 febbraio 2011 |                 |
| 8  | Mr Mentor's Marvelicious Inventing Club |                 | 22 febbraio 2011 |                 |
| 9  | More Than a Biscuit for Mrs McWhiskit   |                 | 23 febbraio 2011 |                 |
| 10 | A Day to Do What You Like to Do         |                 | 24 febbraio 2011 |                 |
| 11 | No Mention of an Invention              |                 | 25 febbraio 2011 |                 |
| 12 | The Sunnysands School for Pirates       |                 | 28 febbraio 2011 |                 |
| 13 | Mr Greator the Creator                  |                 | 1º marzo 2011    |                 |
| 14 | Mr Whoops' Wonderful Wedding            |                 | 2 marzo 2011     |                 |